# 1592 az irodalomban
Az 1592. év az irodalomban.

## Születések

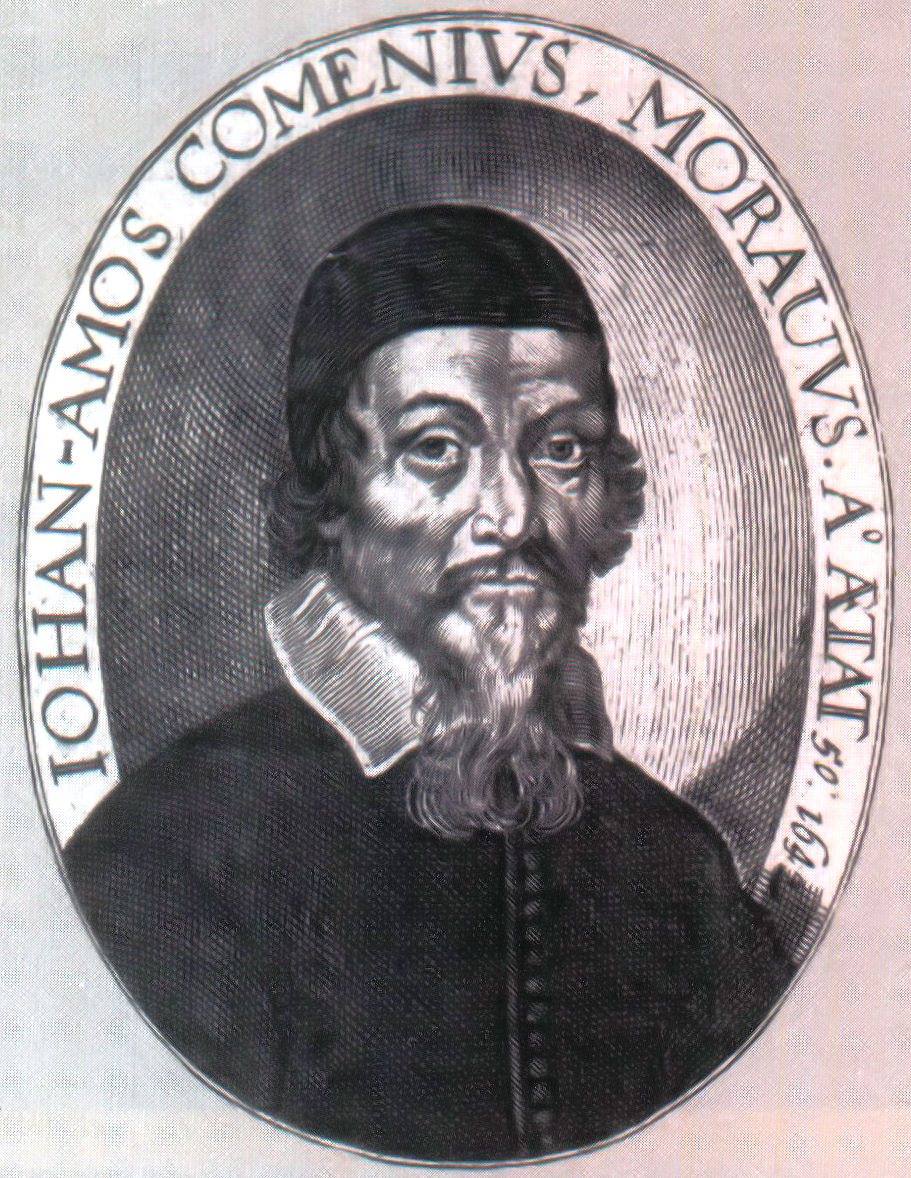
Comenius

- március 28. – Comenius (cseh nyelven: Jan Amos Komenský) cseh pedagógus és író († 1670)

## Halálozások
- szeptember 13. – Michel de Montaigne francia esszéíró, a reneszánsz kiemelkedő filozófusa, az esszé műfaj megteremtője (* 1533)
- november 1. Ugolino Martelli itáliai humanista tudós, korának egyik neves költője, katolikus püspök (* 1519)
- 1592 vagy 1598 – Bogáthi Fazekas Miklós unitárius lelkész, költő; a teljes zsoltárkönyvet elsőként ültette át verses alakban magyarra (* 1548)